# Monte-Carlo Masters 2019
Monte-Carlo Masters 2019 — тенісний турнір, що проходив на ґрунтових кортах у місті Рокбрюн-Кап-Мартен, Франція з 15 квітня. Належав до категорії ATP Tour Masters 1000, був турніром серії Мастерс Монте-Карло 2019 року.

## Фінальна частина

### Одиночний розряд
Фабіо Фоніні —  Душан Лайович 6–3, 6–4

### Парний розряд
Нікола Мектич /  Франко Шкугор —  Робін Гаасе /  Веслі Колгоф 6–7(3–7), 7–6(7–3), [11–9]